# Ban Phai (huyện)
Ban Phai (tiếng Thái: บ้านไผ่) là một huyện (amphoe) của tỉnh Khon Kaen, đông bắc Thái Lan.

## Địa lý
Các huyện giáp ranh (từ phía nam theo chiều kim đồng hồ) Pueai Noi, Nong Song Hong, Non Sila, Chonnabot, Mancha Khiri và Ban Haet của tỉnh Khon Kaen, Kosum Phisai và Kut Rang của tỉnh Maha Sarakham.

## Lịch sử
Ban đầu tên là Ban Keng (บ้านเกิ้ง), lúc đó là một phó huyện (tambon) của huyện Chonnabot. Năm 1928, tiểu huyện (king amphoe) Ban Phai được thành lập bao gồm 3 phó huyện được tách ra từ Chonnabot, which đã được nâng thành huyện ngày 1 tháng 2 năm 1940. Năm 1946, Chonnabot bị hạ cấp thành đơn vị thuộc huyện Ban Phai, cho đến khi được tái lập vào năm 1966.

## Hành chính
Huyện này được chia ra thành 10 phó huyện (tambon), các đơn vị này lại được chia thành 113 làng (muban). Ban Phai là một thị xã (thesaban mueang) nằm trên một phần của tambon Ban Phai, Khaen Nuea and Nai Mueang. Có 10 Tổ chức hành chính tambon.
| STT. | Tên          | Tên Thái | Số làng | Dân số |  |
| ---- | ------------ | -------- | ------- | ------ |  |
| 1.   | Ban Phai     | บ้านไผ่    | 13      | 17.858 |  |
| 2.   | Nai Mueang   | ในเมือง   | 9       | 26.566 |  |
| 5.   | Mueang Phia  | เมืองเพีย  | 13      | 9.634  |  |
| 9.   | Ban Lan      | บ้านลาน   | 15      | 8.768  |  |
| 10.  | Khaen Nuea   | แคนเหนือ  | 9       | 6.973  |  |
| 11.  | Phu Lek      | ภูเหล็ก    | 8       | 5.966  |  |
| 13.  | Pa Po        | ป่าปอ     | 9       | 7.505  |  |
| 14.  | Hin Tang     | หินตั้ง     | 11      | 7.864  |  |
| 16.  | Nong Nam Sai | หนองน้ำใส | 11      | 6.246  |  |
| 17.  | Hua Nong     | หัวหนอง   | 6       | 3.651  |  |

Các con số không có trong bảng là các tambon nay tạo thành huyện Ban Haet và Non Sila.